# 세이슈가쿠엔마에 정류장
세이슈가쿠엔마에 정류장(일본어: 静修学園前停留場, せいしゅうがくえんまえていりゅうじょう)은 일본 홋카이도 삿포로시 주오구에 위치한 삿포로 시 교통국(삿포로 시영 전차) 야마하나 선의 정류장이다. 정류장 번호는 SC17이다. 야마하나 선을 지나 니시 7초메도리로, 호스이도리로의 교차점 북쪽(미나미16조니시 6초메)에 위치한다.

## 정류장 구조
2면 2선의 대향식 구조이다. 남쪽에 주오토쇼칸마에・니시 4초메 방면의 안전 지대가 횡단 보도와 접하고 있으며 북쪽 스스키노 방면에는 안전 지대가 있다.
두 안전 지대 사이에는 건늠선이 있어 과거에는 4계통과 임시 2계통이 이곳을 시종점으로 하고 있었다.
안전 지대에는 로드 히팅이 꾸며져, 역사가 설치되어 있다. 스스키노 방면의 안전 지대는 횡단 보도에 접하지 않아 승하차 시 차량에 주의한다.

## 정류장 주변
- 삿포로 세이슈 고등학교
- 홋카이도 삿포로남 고등학교
- 나카지마 공원
- 삿포로 시영 지하철 난보쿠 선 호로히라바시 역(환승 지정역)

## 역사
- 1925년 7월 16일: "제일 중학 앞"의 명칭으로 정류장 개업.
- 1928년 5월 10일: "일중앞"으로 변경.
- 1931년 11월 23일: 야마하나 선 연장, 야마하나니시 선 개업(단선).
- 1948년 8월 23일: "미나미16조 세이슈 고등학교 앞"으로 변경.
- 1950년 3월 24일: "미나미16조"로 변경.
- 1951년: 본 정류장 ~ 가시와 중학교 앞(현, 고난미나미 초등학교 앞) 구간 복선화.
- 1959년 4월 1일: "야마하나16조"로 변경.
- 1965년 11월 1일: "세이슈가쿠엔마에"로 변경.
- 2015년 4월 1일: 정류장 번호 설정.

## 인접역
| 삿포로 시 교통국 ● 삿포로 시영 전차 야마하나 선 | 삿포로 시 교통국 ● 삿포로 시영 전차 야마하나 선 | 삿포로 시 교통국 ● 삿포로 시영 전차 야마하나 선 |
| ----------------------------------------------- | ----------------------------------------------- | ----------------------------------------------- |
| SC16 야마하나19조 외선 순환                     | 시영 전철 운행 계통                             | SC18 교케이도리 내선 순환                       |